# Jānis Joņevs
Jānis Joņevs, né le 21 mars 1980  à Jelgava, est un écrivain letton. Le roman de Jānis Joņevs Jelgava 94, publié en  2013, a rencontré un succès remarquable tant auprès de la critique que du grand public. Il est l'un des lauréats du Prix de la littérature lettonne en 2021 et du Prix de littérature de l'Union européenne 2014.

## Biographie
Jānis Joņevs est né à Jelgava où il passe son enfance et son adolescence. Il obtient son diplôme de fin d'études secondaires au lycée de Jelgava (lv).
Titulaire d'un master d'études françaises de l'académie de la culture de Lettonie (lv), il travaille comme rédacteur dans une agence publicitaire.
Depuis 2002, il publie ponctuellement des critiques littéraires dans la presse lettone, notamment dans Literatūra un Māksla Latvijā, Neatkarīgā Rīta Avīze (lv), Luna (lv), Kultūras Forums et Latvju Teksti (lv). On lui doit plusieurs traductions à partir du français : Dans la solitude des champs de coton de Bernard-Marie Koltès (revue Luna numéro 12), Douze douzains de dialogues ou Petites scènes amoureuses de Pierre Louÿs (Portail Satori, 11 octobre 2004) et Le Grand Cahier d'Agota Kristof (2007).
À la fin de l'année 2014, Jānis Joņevs a publié un album pour enfants illustré par Reinis Pētersons (éditions Liels un mazs) intitulé Slepenie svētki (Les Fêtes secrètes).
En 2022, il fait paraître le roman policier « Décembre » sur le monde criminel des années 1990 en Lettonie. Le livre est nommé pour le prix letton de littérature de l'année 2023.

## Jelgava 94(Metal)
Achevé à la fin de l'année 2012, le premier roman de Jānis Joņevs Jelgava 94 est un tableau de la ville de Jelgava dans les années quatre-vingt-dix et le récit d'une passion de jeunesse pour la culture alternative et le heavy metal. Un premier fragment du roman est lu lors du festival Prozas lasījumos 2012 et publié dans la revue littéraire Latvju Teksti.
Publié au début de l'année 2013 (éditions Mansards), le livre rencontre aussitôt un succès critique d'abord, puis un succès en librairie, assez exceptionnel pour la Lettonie. Le roman a reçu de nombreux prix et récompenses :
- Au début de l'année 2014, les téléspectateurs de la principale émission culturelle 100 grami kultūras lui attribuent le prix Kilograms kultūras[3].
- Troisième prix du Livre de la jeunesse, catégorie des plus de quinze ans[4].
- En septembre 2014, les spectateurs de l'émission littéraire Lielā lasīšana inscrivent le roman à la 73e place de la liste de leurs 100 livres préférés de tous les temps[5].
- Au printemps 2014, le livre reçoit le Prix du Premier roman dans le cadre du Literatūras gada balvu (l'équivalent des Césars lettons pour la littérature).
- À l'automne 2014, Jānis Joņevs est le lauréat letton du Prix de littérature de l'Union européenne[6]

Jelgava 94 a été traduit en plusieurs langues. L'ouvrage est publié en français en 2016 sous le titre Metal chez Gaïa Éditions dans une traduction de Nicolas Auzanneau.
Une adaptation cinélatographique a été réalisée en 2019, sous la direction de Jānis Ābele.

## Tīģeris (Tigre)
En mars 2020, Jānis Joņevs publie le recueil de nouvelles « Tīģeris » et remporte le prix de littérature lettonne de l'année, dans la catégorie "meilleure œuvre en prose".
Cet ouvrage est composé de douze nouvelles réflexives, relevant du comique de l'absurde.
Il est traduit en français par Nicolas Auzanneau et paraît sous le titre Tigre en octobre 2024, aux éditions "Les Argonautes".